# الاغ اروپایی
الاغ اروپایی (نام علمی: Equus hydruntinus) نام یک زیرگونه منقرض‌شده از گونهٔ خر وحشی آسیایی است.